# Jonathan Albon
Pour les articles homonymes, voir Albon (homonymie).
Jonathan « Jon » Albon, né le 19 avril 1989 à Harlow, est un coureur de fond britannique spécialisé en course à obstacles, skyrunning et en trail. Il est décuple champion du monde de course à obstacles, champion du monde d'Ultra SkyMarathon 2018, champion du monde de trail 2019 et a remporté le classement général de la Skyrunner World Series 2017.

## Biographie

### Débuts en compétition et premiers succès
Pratiquant le roller hockey avec son frère durant sa jeunesse, Jonathan ne commence la course à pied qu'à l'âge de 20 ans. Ayant arrêté la pratique du roller hockey, il souhaite continuer à pratiquer une activité physique et trouve dans la course à pied en nature une activité qu'il apprécie. Il découvre la course à obstacles par hasard en s'inscrivant à la Tough Guy Competition. Parvenant à terminer la course à son premier essai, il se pique au jeu de la compétition. Il participe ensuite à la Wolf Run avec sa femme et remporte la course avec une grande marge d'avance. Il remporte par la suite d'autres victoires en course à obstacles et s'étonne lui-même, se prétextant qu'aucun de ses adversaires n'est à la hauteur. En 2014, il déménage à Bergen en Norvège avec sa femme qui y poursuit ses études. Ne maîtrisant pas le norvégien, il n'y trouve pas de travail et décide de devenir sportif professionnel bien que ne faisant pas partie d'un club d'athlétisme et n'ayant pas d'entraîneur,,,.
Le 20 septembre 2014, il se rend à Killington aux États-Unis pour participer aux championnats du monde de Spartan Race (en) et se confronter aux meilleurs spécialistes de la discipline. Il profite d'une erreur du Canadien Ryan Atkins au lancer du javelot pour s'emparer de la tête et remporter son premier titre mondial. Le 11 octobre, il fait ses débuts dans la discipline du skyrunning en participant à la Limone Extreme. Le 25 octobre, il se rend à nouveau aux États-Unis pour participer à l'édition inaugurale des championnats du monde de course à obstacles à Cincinnati. Il fait à nouveau face au Canadien Ryan Atkins et prend la tête de course sur un rythme élevé pour remporter le titre.
Après s'être essayé à plusieurs formats de course de skyrunning, il se découvre un talent pour les épreuves « Extreme ». Le 2 août, il crée la surprise à la Hamperokken SkyRace. Courant dans le groupe de poursuivants, il profite d'une faiblesse du favori Luis Alberto Hernando à mi-parcours pour s'emparer de la tête et remporter sa première victoire en skyrunning.
Il confirme ses bonnes performances sur les parcours Extreme en 2016. Après une deuxième place à la Hamperokken SkyRace et une septième place au Trophée Kima, il conclut sa saison en remportant la victoire au Glen Coe Skyline devant son compatriote Tom Owens. Cette victoire lui permet de remporter le classement Sky Extreme de la Skyrunner World Series également devant Tom Owens.

### Titres en skyrunning et trail
Il connaît une excellente saison 2017. Le 3 juin, il survole littéralement l'Ultra SkyMarathon Madeira, battant le record du parcours de quinze minutes et terminant dix minutes devant le Français Aurélien Dunand-Pallaz. En juillet, il prend part à la deuxième édition des championnats d'Europe de course à obstacles à Biddinghuizen. Il assume son rôle de favori et remporte les titres sur parcours court et sur parcours long. Le 5 août, il mène la Hamperokken SkyRace sur un rythme soutenu et parvient à garder à distance le Népalais Bhim Gurung pour remporter sa deuxième victoire. Il termine finalement deuxième de la Glen Coe Skyline derrière Kílian Jornet et remporte le classement Sky Extreme de la Skyrunner World Series. Ayant effectué une solide saison, il s'adjuge de plus le classement général, notamment grâce à ses trois podiums. En octobre, il prend part aux championnats du monde de course à Blue Mountain (en). Faisant à nouveau face à Ryan Atkins, Jonathan domine le parcours court pour remporter le titre. Sur l'épreuve du parcours long, il fait étalage de son talent pour également s'imposer devant Ryan Atkins et remporter son quatrième titre d'affilée.
Le 12 mai 2018, il fait ses débuts en trail en rejoignant la sélection nationale aux championnats du monde de trail à Vistabella del Maestrat. Pas habitué à courir une distance aussi longue, il souffre en course mais parvient à rallier la ligne d'arrivée en quatrième position et remporte la médaille d'argent au classement par équipes avec Tom Evans et Ryan Smith. Le 14 septembre, il prend part aux championnats du monde de skyrunning sur l'épreuve d'Ultra SkyMarathon courue dans le cadre du Ben Nevis Ultra sur un parcours raccourci à 47 km en raison des conditions météorologiques hivernales. Annoncé comme favori, Jonathan tire avantage d'une section boueuse au kilomètre 10 pour prendre l'avantage et larguer ses adversaires. Il mène la course en solitaire et s'impose avec douze minutes d'avance sur le Suédois André Jonsson pour remporter le titre. Une semaine plus tard, il participe aux championnats du monde de Tough Mudder (en) à Black Diamond et remporte le titre. Il enchaîne avec les championnats du monde de Spartan Race à Squaw Valley la semaine suivante. Il démontre son talent et remporte son deuxième titre de champion du monde de Spartan Race en battant son grand rival Ryan Atkins.
Fort de sa prestation en 2018, il est à nouveau reconduit dans l'équipe nationale pour les championnats du monde de trail 2019 à Miranda do Corvo. Il prend un départ prudent puis hausse le rythme pour rattraper le groupe de poursuivants à mi-parcours. Dans la montée finale, il parvient à rattraper le Suisse Christian Mathys puis le double pour s'envoler en tête, franchissant la ligne d'arrivée avec deux minutes d'avance sur le Français Julien Rancon pour remporter le titre. Il décroche de plus à nouveau la médaille d'argent par équipes avec Carl Bell et Andrew Davies. Le 16 novembre, il prend part aux championnats du monde de course en montagne longue distance courus dans le cadre du K42 Adventure Marathon à Villa La Angostura. Il termine meilleur Britannique en quatrième position.
En 2021, il se concentre sur le trail. 26 août, il prend le départ de l'OCC. Courant en tête aux côtés de son compatriote Robbie Simpson, les deux hommes s'échangent la tête à plusieurs reprises. Jonathan tire avantage de la descente finale pour prendre l'avantage et s'offrir la victoire. Le 24 octobre, il prend le départ du Grand Trail des Templiers. Après une lutte serrée avec le favori Sébastien Spehler, Jonathan hausse le rythme au vingtième kilomètre et se détache en tête. Menant le reste de la course, il s'impose en 6 h 32 min 19 s avec sept minutes d'avance sur le Français.
Le 26 juin 2022, il participe pour la première fois à une manche de la Golden Trail World Series en prenant le départ du marathon du Mont-Blanc. Annoncé comme l'un des favoris, il suit de près la tête de course et prend la tête de course à mi-parcours. Imposant son rythme, il parvient à distancier ses adversaires et s'impose en 3 h 35 min 20 s, devançant de quatre minutes l'Italien Davide Magnini, auteur d'une grosse remontée en fin de course. Le 5 novembre, il prend le départ de l'épreuve de trail court des championnats du monde de course en montagne et trail à Chiang Mai. Formant un groupe de tête avec Stian Angermund, Francesco Puppi et Max King durant la première moitié de course, il voit le Norvégien accélérer à mi-parcours pour filer vers le titre. Il assure la troisième place sur le podium et réalise le doublé au classement par équipes.
Le 1er septembre 2023, il prend à nouveau le départ de la CCC. Prenant un départ prudent, il laisse le Chinois Jiasheng Shen mener la majorité de la course. Ménageant ses efforts, il parvient à remonter en tête de course et double Jiasheng Shen en fin de course pour s'offrir la victoire en 10 h 14 min 25 s avec huit minutes d'avance sur ce dernier. Le 22 octobre, il s'élance au départ du Grand Trail des Templiers. Prenant rapidement les commandes de la course, il creuse l'écart en tête, suivi dans un premier temps par l'Américain Ben Dhiman, puis par l'Italien Francesco Puppi. Jonathan Albon continue de tenir ses adversaires à distance pour remporter sa deuxième victoire sur l'épreuve.
Le 11 mai 2024, il s'élance au départ de la Transvulcania. Courant dans le groupe de tête, il attend patiemment et profite du passage au Roque de los Muchachos pour lancer son attaque et se détacher seul en tête. Il creuse l'écart sur ses rivaux et remporte la victoire malgré la remontée de Dmitry Mityaev et Tom Evans en fin de course.

## Palmarès

### Course à obstacles
- 2014
  -  Championnats du monde de Spartan Race
  -  Championnats du monde de course à obstacles
- 2015
  -  Championnats d'Europe de Spartan Race
  -  Championnats du monde de course à obstacles
- 2016
  -  Championnats d'Europe de Spartan Race
  -  Championnats du monde de course à obstacles
  -  Championnats du monde de course à obstacles (parcours court)
- 2017
  -  Championnats du monde de Spartan Race
  -  Championnats du monde de course à obstacles
  -  Championnats du monde de course à obstacles (parcours court)
  -  Championnats d'Europe de course à obstacles
  -  Championnats d'Europe de course à obstacles (parcours court)
- 2018
  -  Championnats du monde de Spartan Race
  -  Championnats du monde de course à obstacles
  -  Championnats du monde de course à obstacles (parcours court)
  -  Championnats du monde de Tough Mudder
  -  Championnats d'Europe de course à obstacles
  -  Championnats d'Europe de Tough Mudder
- 2019
  -  Championnats du monde de Spartan Race
  -  Championnats du monde de course à obstacles
  -  Championnats du monde de course à obstacles (parcours court)
  -  Championnats d'Europe de Spartan Race
- 2021
  -  Championnats d'Europe de Spartan Race
  -  Championnats du monde de Spartan Race

### Skyrunning
| no  | masculin           | Course                                                  | Longueur | Départ            | Temps           |
| --- | ------------------ | ------------------------------------------------------- | -------- | ----------------- | --------------- |
| 1re | Médaille d'or      | Hamperokken SkyRace                                     | 45 km    | 2 août 2015       | 6 h 8 min 41 s  |
| 2e  | Médaille d'argent  | Hamperokken SkyRace                                     | 53 km    | 6 août 2016       | 6 h 53 min 25 s |
| 1re | Médaille d'or      | Glen Coe Skyline                                        | 55 km    | 18 septembre 2016 | 6 h 33 min 52 s |
| 1re | Médaille d'or      | Ultra SkyMarathon Madeira                               | 54 km    | 3 juin 2017       | 5 h 45 min 36 s |
| 1re | Médaille d'or      | Hamperokken SkyRace                                     | 57 km    | 5 août 2017       | 7 h 1 min 1 s   |
| 2e  | Médaille d'argent  | Glen Coe Skyline                                        | 55 km    | 17 septembre 2017 | 6 h 31 min 45 s |
| 1re | Médaille d'or      | Ultra SkyMarathon Madeira                               | 54 km    | 2 juin 2018       | 5 h 47 min 57 s |
| 1re | Médaille d'or      | Hamperokken SkyRace                                     | 57 km    | 4 août 2018       | 7 h 4 min 6 s   |
| 1re | Médaille d'or      | Championnats du monde de skyrunning - Ultra SkyMarathon | 47 km    | 14 septembre 2018 | 3 h 48 min 2 s  |
| 3e  | Médaille de bronze | Mt. Awa SkyRace                                         | 21 km    | 21 avril 2019     | 2 h 2 min 4 s   |
| 4e  | 4e                 | Transvulcania                                           | 73 km    | 11 mai 2019       | 7 h 36 min 34 s |
| 2e  | Médaille d'argent  | Buff Epic Trail 42K                                     | 42 km    | 14 juillet 2019   | 4 h 10 min 21 s |
| 1re | Médaille d'or      | Hamperokken SkyRace                                     | 57 km    | 3 août 2019       | 6 h 54 min 31 s |
| 4e  | 4e                 | SkyMasters                                              | 27 km    | 19 octobre 2019   | 3 h 8 min 41 s  |
| 1re | Médaille d'or      | Marató Pirineu                                          | 42 km    | 2 octobre 2021    | 3 h 34 min 8 s  |
| 3e  | Médaille de bronze | Zegama-Aizkorri                                         | 41,9 km  | 14 mai 2023       | 3 h 45 min 1 s  |
| 1re | Médaille d'or      | Transvulcania                                           | 73 km    | 11 mai 2024       | 7 h 3 min 10 s  |

### Trail
| no  | masculin           | Course                                                      | Longueur | Départ             | Temps            |
| --- | ------------------ | ----------------------------------------------------------- | -------- | ------------------ | ---------------- |
| 4e  | 4e                 | Championnats du monde de trail                              | 85 km    | 12 mai 2018        | 6 h 32 min 19 s  |
| 1re | Médaille d'or      | Championnats du monde de trail                              | 44 km    | 8 juin 2019        | 3 h 35 min 34 s  |
| 4e  | 4e                 | Championnats du monde de course en montagne longue distance | 41,5 km  | 16 novembre 2019   | 3 h 22 min 10 s  |
| 1re | Médaille d'or      | Fjällmarathon 45k                                           | 45 km    | 7 août 2021        | 3 h 38 min 7 s   |
| 1re | Médaille d'or      | OCC                                                         | 55 km    | 26 août 2021       | 5 h 2 min 57 s   |
| 1re | Médaille d'or      | Grand Trail des Templiers                                   | 80,9 km  | 24 octobre 2021    | 6 h 32 min 19 s  |
| 1re | Médaille d'or      | Marathon-Race du Lac d'Annecy                               | 38 km    | 29 mai 2022        | 3 h 29 min 25 s  |
| 1re | Médaille d'or      | Marathon du Mont-Blanc                                      | 42 km    | 26 juin 2022       | 3 h 35 min 20 s  |
| 1re | Médaille d'or      | Stranda Fjord Trail Race                                    | 25 km    | 6 août 2022        | 2 h 24 min 2 s   |
| 2e  | Médaille d'argent  | CCC                                                         | 100 km   | 26 août 2022       | 10 h 16 min 26 s |
| 3e  | Médaille de bronze | Championnats du monde de trail - Court                      | 48 km    | 5 novembre 2022    | 3 h 13 min 5 s   |
| 5e  | 5e                 | Championnats du monde de trail - Court                      | 45,2 km  | 8 juin 2023        | 4 h 26 min 57 s  |
| 1re | Médaille d'or      | CCC                                                         | 100 km   | 1er septembre 2023 | 10 h 14 min 25 s |
| 1re | Médaille d'or      | Grand Trail des Templiers                                   | 80,2 km  | 22 octobre 2023    | 6 h 42 min 17 s  |
| 6e  | 6e                 | Western States 100-Mile Endurance Run                       | 100 mi   | 29 juin 2024       | 14 h 57 min 1 s  |
| 1re | Médaille d'or      | Wildstrubel by UTMB - Wild 50                               | 37 km    | 14 septembre 2024  | 2 h 59 min 27 s  |
| 1re | Médaille d'or      | Nice Côte d'Azur by UTMB - Eze-Nice                         | 54 km    | 5 octobre 2024     | 4 h 15 min 31 s  |
| 2e  | Médaille d'argent  | Transgrancanaria                                            | 126 km   | 21 février 2025    | 12 h 25 min 6 s  |
| 1re | Médaille d'or      | Ultra-Trail Snowdonia by UTMB - 100K                        | 103 km   | 17 mai 2025        | 11 h 34 min 51 s |

## Records
| Épreuve  | Performance     | Date          | Lieu   |
| -------- | --------------- | ------------- | ------ |
| Marathon | 2 h 26 min 24 s | 30 avril 2016 | Bergen |